# Zespół wymiotów cyklicznych
Zespół wymiotów cyklicznych (ang. cyclical vomiting syndrome, cyclic vomiting syndrome (USA), CVS) – zaburzenie czynnościowe przewodu pokarmowego o nieokreślonej przyczynie, objawiające się nawracającymi epizodami nasilonych wymiotów i nudności, które trwają od kilku godzin do kilku dni i powtarzają się przez kilka tygodni do kilku miesięcy. Przerwy między atakami są bezobjawowe.
Zaburzenie to najczęściej występuje u dzieci w wieku przedszkolnym i w pierwszych klasach szkoły podstawowej. Dane epidemiologiczne są niepełne, niewykluczone że zespół wymiotów cyklicznych dotyczy 1,9% dzieci w wieku szkolnym. U dorosłych wymioty cykliczne pojawiają się rzadko w średnim wieku.
Po raz pierwszy zespół wymiotów cyklicznych został opisany przez Samuela Gee w 1882 roku.

## Etiopatogeneza
Przyczyna zespołu wymiotów cyklicznych nie jest dotychczas poznana. W wywiadzie chorobowym u pacjentów z tym zaburzeniem stwierdza się jednocześnie zespół jelita drażliwego, chorobę lokomocyjną, migrenę. Podobnie w wywiadzie rodzinnym u więcej niż połowy chorych występuje zespół jelita drażliwego, a nieco rzadziej migrena. W badaniach zwraca się uwagę na związek tych dwóch zaburzeń oraz zespołu wymiotów cyklicznych z polimorfizmem mitochondrialnego DNA. Jako przyczynę choroby rozpatrywano również zaburzenia funkcjonowania kanałów jonowych, nadmierne pobudzenie hormonalnej osi podwzgórzowo-przysadkowo-nadnerczowej i zwiększoną reaktywność autonomicznego układu nerwowego.

## Obraz kliniczny
Epizody wymiotów oraz nudności powtarzają się średnio 12 razy w roku (od 1 do 70 razy) w sposób regularny lub pojawiają się sporadycznie. U tego samego chorego rozpoczynają się o tej samej porze, trwają zwykle przez podobny okres i mają taki sam, charakterystyczny tylko dla niego przebieg. Najczęściej początek ataku obserwuje się między 3 a 6 w nocy. Czas trwania epizodu wynosi zwykle od kilku godzin do kilku dni. Nasilenie objawów jest największe na początku ataku, przez kilka pierwszych godzin jego trwania, potem wymioty stopniowo ustępują, natomiast nudności utrzymują się. Epizod objawów może być wywołany np. przez emocje, infekcję, napad astmy, nadmierny wysiłek fizyczny.
Epizodowi zespołu wymiotów cyklicznych mogą towarzyszyć następujące objawy:
- blade zabarwienie skóry, zmiany plamiste na skórze
- ślinotok
- osłabienie
- ból brzucha, ból głowy
- zła tolerancja hałasu, światła i zapachów
- biegunka
- gorączka
- nadciśnienie tętnicze
- tachykardia
- leukocytoza w badaniach laboratoryjnych

Ataki wymiotów mogą prowadzić do powikłań takich jak odwodnienie, zaburzenia elektrolitowe, krwawienie z górnego odcinka przewodu pokarmowego (wywołane zespołem Mallory’ego-Weissa, zapaleniem przełyku, wpuklaniem się błony śluzowej żołądka do przełyku), nadciśnienie tętnicze, SIADH. 
Pomiędzy atakami wymioty i nudności nie występują. Czas obserwacji objawów zespołu wymiotów cyklicznych u pacjenta wynosi od kilku miesięcy do kilku lat.

## Kryteria rozpoznania
Zespół wymiotów cyklicznych rozpoznaje się na podstawie kryteriów rzymskich III.

### Rozpoznanie u niemowląt, dzieci i młodzieży
Wymagane jest spełnienie obydwu poniższych warunków:
1. przynajmniej dwa epizody nasilonych nudności i wymiotów bądź odruchów wymiotnych trwające od kilku godzin do kilku dni
2. powrót do poprzedniego stanu zdrowia na kilka tygodni lub miesięcy

### Rozpoznanie u dorosłych
Początek objawów musi występować co najmniej 6 miesięcy przed postawieniem diagnozy. Konieczne jest spełnienie wszystkich poniższych warunków przez co najmniej 3 miesiące:
1. stereotypowe pod względem początku (ostry) i czasu trwania (poniżej jednego tygodnia) epizody wymiotów
2. 3 lub więcej odrębnych epizodów wymiotów w ciągu ostatniego roku
3. nieobecność nudności i wymiotów między epizodami

Kryterium uzupełniające:
1. migrenowy ból głowy w wywiadzie chorobowym lub wywiadzie rodzinnym

## Różnicowanie
W różnicowaniu zespołu wymiotów cyklicznych bierze się pod uwagę następujące jednostki chorobowe i stany:
- guzy pnia mózgu
- infekcje górnych dróg oddechowych z towarzyszącym zapaleniem błędnika
- uropatia zaporowa
- choroba wrzodowa
- nawracające epizody ostrego zapalenia trzustki
- okresowa niedrożność jelita cienkiego
- przewlekła rzekoma niedrożność jelit
- dysautonomia rodzinna
- guz chromochłonny
- niewydolność nadnerczy
- niedobór enzymów cyklu mocznikowego
- kwasica ketonowa w przebiegu cukrzycy
- niedobór dehydrogenazy acylokoenzymu A średniołańcuchowych kwasów tłuszczowych
- kwasica propionowa
- porfiria

## Leczenie
Podczas ataku przebiegającego z bardzo silnymi wymiotami zaleca się dożylne podanie benzodiazepin (np. lorazepamu), difenhydraminy, chlorpromazyny, propofolu lub pentobarbitalu w celu sedacji dziecka. Ma to na celu eliminację cierpienia oraz doprowadzenie do stanu niepamięci epizodu chorobowego. U dzieci z bólem brzucha stosuje się ketorolak, morfinę lub fentanyl. Jako leki przeciwwymiotne stosuje się ondansetron lub granisetron z grupy antagonistów receptorów serotoninowych 5-HT3. Jednocześnie uzupełnia się niedobory płynów oraz elektrolitów, podaje się dożylnie H2-blokery lub inhibitory pompy protonowej.
Ryzyko epizodu można zmniejszyć stosując trójcykliczne leki przeciwdepresyjne (np. amitryptylinę), pizotyfen, cyproheptadynę, fenobarbital lub propranolol. W trakcie badań znajdują się również inne leki, np. walproiniany czy L-karnityna. Zaleca się ponadto unikanie czynników wywołujących atak (emocje, wyczerpanie fizyczne). Wskazana jest psychoterapia. Jeśli u dziecka występują objawy zwiastunowe, zaleca się podawanie ondansetronu lub benzodiazepin. Stosuje się ponadto leki hamujące wydzielanie kwasu solnego w żołądku.
Istnieją nieliczne doniesienia potwierdzające możliwość stosowania w profilaktyce epizodów wymiotów trójcyklicznych leków przeciwdepresyjnych również u dorosłych.